# Challenger Salinas 2022
Il Challenger Salinas 2022 è stato un torneo maschile di tennis professionistico. È stata la 22ª edizione del torneo, facente parte della categoria Challenger 80 nell'ambito dell'ATP Challenger Tour 2022. Si è svolto dal 4 al 10 aprile 2022 sui campi in cemento del Salinas Golf & Tenis Club di Salinas, in Ecuador.

## Partecipanti

### Teste di serie
| Nazionalità | Giocatore            | Ranking* | Testa di serie |
| ----------- | -------------------- | -------- | -------------- |
| Ecuador     | Emilio Gómez         | 145      | 1              |
| Stati Uniti | Christopher Eubanks  | 155      | 2              |
| Argentina   | Camilo Ugo Carabelli | 170      | 3              |
| India       | Ramkumar Ramanathan  | 171      | 4              |
| Argentina   | Nicolás Kicker       | 203      | 5              |
| Svizzera    | Alexander Ritschard  | 231      | 6              |
| Argentina   | Andrea Collarini     | 241      | 7              |
| Colombia    | Nicolás Mejía        | 264      | 8              |

* Ranking al 21 marzo 2022.

### Altri partecipanti
I seguenti giocatori hanno ricevuto una wild card per il tabellone principale:
- Pedro Boscardin Dias
- Álvaro Guillén Meza
- Cayetano March

I seguenti giocatori sono passati dalle qualificazioni:
- Sho Shimabukuro
- Blu Baker
- Matías Franco Descotte
- Brandon Holt
- Naoki Nakagawa
- Felix Corwin

## Campioni

### Singolare
Emilio Gómez ha sconfitto in finale  Nicolas Moreno de Alboran con il punteggio di 6(2)–7, 7–6(4), 7–5.

### Doppio
Yuki Bhambri /  Saketh Myneni hanno sconfitto in finale  JC Aragone /  Roberto Quiroz con il punteggio di 4–6, 6–3, [10–7].